# IC 570
IC 570 је спирална галаксија у сазвјежђу Лав која се налази на листи објеката дубоког неба у Индекс каталогу.
Деклинација објекта је + 15° 45' 22" а ректасцензија 9h 51m 50,9s. Привидна величина (магнитуда) објекта IC 570 износи 14,8 а фотографска магнитуда 15,5. IC 570 је још познат и под ознакама MCG 3-25-32, CGCG 92-60, NPM1G +15.0261, PGC 28407.